# Skënder Gega
Skënder Gega (Tropojë, 14 novembre 1963) è un allenatore di calcio ed ex calciatore albanese, di ruolo difensore.

## Carriera

### Nazionale
Ha esordito con la maglia della nazionale albanese nel 1987, vi ha giocato dal 1987 al 1989, collezionando complessivamente 10 presenze.

## Palmarès

### Giocatore

#### Club

##### Competizioni nazionali
- Campionato albanese: 1

Partizani Tirana: 1986-1987
- Coppa d'Albania: 1

Partizani Tirana: 1990-1991

### Allenatore

#### Club

##### Competizioni nazionali
- Campionato albanese: 1

Partizani Tirana: 2018-2019